# أليكس ويلسون (منافس ألعاب قوى)
أليكس ويلسون (و. 1990  م) هو منافس ألعاب قوى سويسري، ولد في كينغستون، شارك في الألعاب الأولمبية الصيفية 2012.

## روابط خارجية
- أليكس ويلسون على موقع الاتحاد الدولي لألعاب القوى (الإنجليزية)
- أليكس ويلسون على موقع اللجنة الأولمبية الدولية (الإنجليزية)
- أليكس ويلسون على موقع أوليمبيديا (الإنجليزية)